# 1801 Titicaca
Az 1801 Titicaca (ideiglenes jelöléssel 1952 SP1) a Naprendszer kisbolygóövében található aszteroida. Miguel Itzigsohn fedezte fel 1952. szeptember 23-án. Nevét a Dél-Amerikában található Titicaca-tó után kapta.